# Irena Landau
Irena Landau (z d. Barska, ur. 11 września 1932 w Warszawie), absolwentka wydziału polonistyki Uniwersytetu Warszawskiego. Długoletnia pracowniczka wydawnictw: Nasza Księgarnia i Krajowa Agencja Wydawnicza, współredaktorka czasopisma Miś. Współpracuje z wydawnictwami Jaworski i Publicat oraz czasopismem Płomyczek.
Irena Landau jest autorką kilkuset słuchowisk radiowych dla dzieci, a także ponad 60 książek. Jej utwory znajdują się w wielu dziecięcych i młodzieżowych czasopismach, w różnego rodzaju antologiach, a także w podręcznikach szkolnych.

## Wybrane tytuły
W kolejności alfabetycznej:
- Ania i mama
- Babcia też człowiek
- Basia
- Ciocia Marysia
- Ciotunia z piekła rodem
- Gdyby nie Jula...
- Grzesiek, Ewa i złodzieje
- Hipopotam i lody
- Inny Piotrek i bandyci
- Janek
- Jest OK!
- Jeśli mnie kochasz...
- Kapuściaki to my
- Kocie kłopoty
- Koszmarny narzeczony
- Maciek pilnie poszukiwany
- Marzenie
- Obrót o 370 stopni
- Od pierwszego wejrzenia
- Opowieści do poduszki (wraz z Joanną Krzyżanek)
- Ożeń się ze mną!
- Pierwszy dzień miłości
- Pogodne dni
- Polscy autorzy: Gramy w zielone i inne opowieści (antologia)
- Prezent od babci Celiny
- Przeczucie
- Ratunku!
- Rodzinny pstryk
- Sama na świecie
- Sierpniowe szczęście
- Siostry
- Staszek, pies i czasonauci
- Tajemniczy szyfr
- Urodziny taty
- Uszy do góry!
- Z miłością na bakier
- Zazdrosne i zakochane
- Żółwia foremka

## Życie prywatne
Jej mężem był prof. Zbigniew Landau.